# Scleria camaratensis
Scleria camaratensis är en halvgräsart som beskrevs av Earl Lemley Core. Scleria camaratensis ingår i släktet Scleria och familjen halvgräs. Inga underarter finns listade i Catalogue of Life.